# Храм иконы Божией Матери «Живоносный Источник» в Царицыне
Храм иконы Божией Матери «Живоносный Источник» — православный храм в Южном административном округе Москвы, на территории Музея-заповедника «Царицыно». Является частью Царицынского дворцово-паркового ансамбля. Построен в XVIII веке в стиле елизаветинского барокко.
Относится к Даниловскому благочинию Московской епархии.

## История
Первоначальная деревянная церковь «…о пяти главах, крыта чешуёю зеленью, расписана тремя красками, …перед церковью колокольня рубленая, деревянная, расписана красками разными» была построена боярами Стрешневыми как приходская в их имении, носившем тогда название «Чёрная грязь».

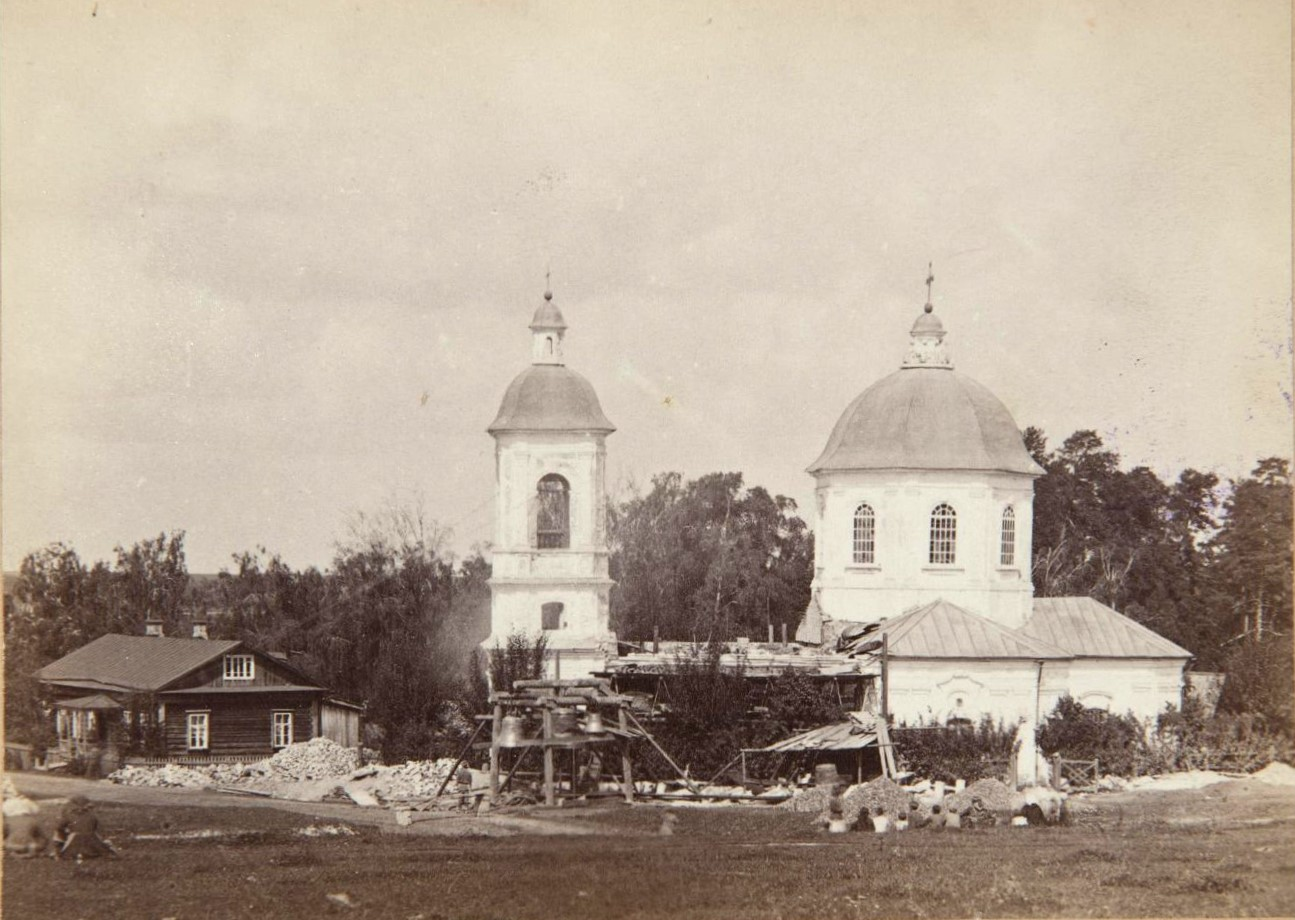
Церковь иконы Божей Матери 'Живоносный Источник' и дом священника. Фото 1883 г.

Каменный храм на месте деревянного был возведён в 1722 году по заказу политического деятеля и учёного, господаря Молдавии (1710—1711 годы) князя Дмитрия Кантемира. В 1759—1765 годах по воле Матвея Дмитриевича Кантемира храм был полностью перестроен (архитектор неизвестен). Был построен северный придел во имя великомученика Димитрия Солунского, созданный в память отца. Вскоре храм стал княжеской усыпальницей — в 1771 году в нём погребли князя М. Д. Кантемира, а позднее и его супругу А. Я. Кантемир.
В 1775 году для возведения Царицынского дворца Екатерина II выкупила у Кантемиров их имение. Архитектор Василий Баженов при составлении проекта дворцового комплекса сохранил церковь в ансамбле возводимых построек.
После создания дворцового ансамбля храм перестраивался в 1883—1885 годах под руководством архитектора Петра Лавина: появился южный придел во имя иконы Казанской Божией Матери, была расширена трапезная. Колокольня подверглась существенным изменениям: зафиксированная на баженовских планах небольшой двухъярусной, не выше купола самого храма (тем самым не выделяясь по высоте среди окружающих дворцовых построек), она была перестроена в три яруса, став вертикальной доминантой застройки.

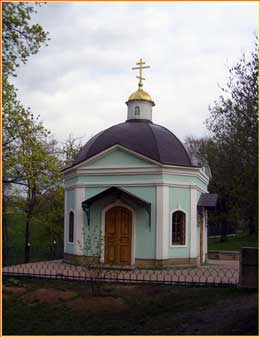
Водосвятная часовня при храме

В 1939 году храм был закрыт. В церковном здании разместили трансформаторную подстанцию, в 1970-е годы — типографию, а с 1975 года — столярную мастерскую «Союзреставрации».
В 1990 году церковь была передана в пользование общине верующих и вновь освящена. Настоятелем был назначен протоиерей Георгий Бреев. Были выполнены реставрационные работы, завершившиеся в 1998 году. С июня 2009 года настоятель — протоиерей Олег Корытко.

## Архитектура
Стилистически здание представляет собой характерную храмовую постройку елизаветинского барокко: восьмигранный центральный объём, устроенный по принципу «восьмерик на четверике» увенчан гранёным куполом; сдвоенные пилястры, волюты, оконные наличники акцентированы окраской в белый цвет. Имеются два придела: северный великомученика Димитрия Солунского и южный — Казанской иконы Божией Матери.

## Миссионерская и социальная деятельность
При храме действуют:
- Приходская библиотека;
- Воскресная школа, при которой создана группа поддержки заключённых и помощи православным общинам в местах заключения;
- Православная школа;
- Православный центр «Живоносный Источник». Центр организует паломнические поездки, в нём ведут благотворительный приём нуждающихся в помощи консультанты психологи и юристы. Работает книжная лавка.

## Духовенство
| Даты        | Настоятель               |
| ----------- | ------------------------ |
| 1990—2009   | протоиерей Георгий Бреев |
| 2009 — н.в. | протоиерей Олег Корытко  |

- Протоиерей Александр Лаврин
- Священник Роман Федотов
- Священник Валерий Ершов
- Священник Евгений Батаев
- Священник Николай Михалушкин
- Священник Сергий Торнаги
- Священник Василий Лапкин
- Протодиакон Виктор Маценко
- Диакон Александр Зуев